# Winthrop Graham
Winthrop Graham, né le 17 novembre 1965 dans la paroisse de Westmoreland, est un athlète jamaïcain, spécialiste du 400 mètres haies. Il a remporté deux médailles olympiques et trois médailles lors des Championnats du monde.

## Biographie
En 1987, Winthrop Graham remporte le 400 mètres haies des Jeux panaméricains. L'année suivante, il termine cinquième de la finale des Jeux olympiques de Séoul et obtient la médaille d'argent sur le relais 4 × 400 mètres avec ses coéquipiers jamaïcains. Ils terminent à près de quatre secondes du relais américain établissant un nouveau record du monde. En 1991, Graham se classe deuxième de la finale des Championnats du monde de Tokyo remportée par le Zambien Samuel Matete. Il fait également partie de l'équipe de Jamaïque obtenant la médaille de bronze du relais 4 × 400 mètres. En 1992, le record du monde réalisé en finale des Jeux de Barcelone par l'Américain Kevin Young prive une nouvelle fois Winthrop Graham d'un titre olympique. Il obtient néanmoins la médaille d'argent avec un temps de 47 s 66. En août 1993, il établit sa meilleure performance chronométrique en courant en 47 s 60 lors du meeting de Zurich. Il dispose, lors de cette course, de ses deux plus dangereux adversaires, Samuel Matete et Kevin Young. Quelques semaines plus tard, il décroche la médaille de bronze des Championnats du monde 1993 à Stuttgart.
Il est marié à Yvonne Mai, ancienne athlète d'Allemagne de l'Est spécialiste des épreuves de fond.

## Palmarès

### Jeux olympiques
- Jeux olympiques d'été de 1988 à Séoul
  -  Médaille d'argent du relais 4 × 400 mètres.
- Jeux olympiques d'été de 1992 à Barcelone
  -  Médaille d'argent du 400 mètres haies.

### Championnats du monde
- Championnats du monde 1991 à Tokyo
  -  Médaille d'argent du 400 mètres haies.
  -  Médaille de bronze du relais 4 × 400 mètres.
- Championnats du monde 1993 à Stuttgart
  -  Médaille de bronze du 400 mètres haies.